# Raad van de Centrale Ondernemingsorganisaties
De Raad van de Centrale Ondernemingsorganisaties  is het samenwerkingsverband van de drie centrale ondernemingsorganisaties van Nederland: VNO-NCW, MKB-Nederland en LTO Nederland.